# Le Chant des Girondins
Le Chant des Girondins fut l'hymne national de la France sous la Deuxième République, de 1848 à 1852.
Il apparait dans la scène finale de la pièce d'Alexandre Dumas et d'Auguste Maquet tiré de leur roman Le Chevalier de Maison-Rouge, et dont la musique fut composée par Alphonse Varney, le père de Louis Varney. Seul le refrain est tiré d'une chanson de Claude Joseph Rouget de Lisle, l'auteur de La Marseillaise, intitulée : « Roland à Roncevaux » écrite en mai 1792,.
 
Cette pièce sera jouée pour la première fois au Théâtre-Lyrique le 3 août 1847. La musique fut, peu ou prou reprise 60 ans plus tard dans une chanson de Montéhus, Gloire au 17e, en l'honneur des soldats du 17e régiment d'infanterie qui refusèrent de tirer sur les vignerons révoltés en 1907.

## Texte
1
Par la voix du canon d’alarmes
 
La France appelle ses enfants, 

– Allons dit le soldat, aux armes ! 

C’est ma mère, je la défends. 

Refrain
Mourir pour la Patrie

Mourir pour la Patrie

C’est le sort le plus beau, le plus digne d’envie 

C’est le sort le plus beau, le plus digne d’envie 

2
Nous, amis, qui loin des batailles 

Succombons dans l’obscurité, 

Vouons du moins nos funérailles 

À la France, à la liberté. 

Refrain
3
Frères, pour une cause sainte, 

Quand chacun de nous est martyr, 

Ne proférons pas une plainte, 

La France, un jour doit nous bénir. 

Refrain
4
Du Créateur de la nature, 

Bénissons encore la bonté, 

Nous plaindre serait une injure, 

Nous mourons pour la liberté. 

Refrain